# Sorocha yungana
Sorocha yungana är en skalbaggsart som beskrevs av Ohaus 1934. Sorocha yungana ingår i släktet Sorocha och familjen Rutelidae. Inga underarter finns listade i Catalogue of Life.